# Acetre nazarí de la Alhambra
El acetre nazarí de la Alhambra es un cubo o caldero de bronce dorado con asa, cuya función era transportar agua y arrojarla después en el  pavimento de mármol de los baños para producir vapor, y que fue elaborado y utilizado en el siglo XIV, en época de la Dinastía Nazarí de Granada, dentro del territorio llamado Al-Ándalus, estando considerado como un objeto perteneciente a las clases dirigentes y acomodadas de la época.

## Hallazgo, historia y conservación
El acetre fue hallado en el interior de la Alhambra de Granada. El Cardenal Cisneros (Torrelaguna, 1436 – Roa, 8 de noviembre de 1517) quedó fascinado por el objeto y se lo llevó para incorporarlo a su colección privada. Posteriormente, perteneció a la Real Academia de Bellas Artes de San Fernando, hasta que el 30 de mayo de 1868 pasó a formar parte de la colección del Museo Arqueológico Nacional de Madrid, con el número de inventario 50888.

## Características
- Forma: cubo.
- Material: bronce dorado.
- Estilo: nazarí
- Técnica: Fundición y grabado.
- Altura máxima: 31 centímetros.
- Diámetro de la base: 9,8 centímetros.
- Diámetro de la boca: 20 centímetros.